# Klinikum Bogenhausen
Klinikum Bogenhausen vagy mai nevén Müncheni Klinika egy kórház Münchenben. Az épületben a betegek részére összesen 951 ágy, az ún. Tagklinik (egynapos klinikai beavatkozások) részlegén pedig további 55 férőhely érhető el. A személyzet létszáma 1577 fő.
A kórház a betegségek széles skáláját kezeli 16 klinikai részlegen és 5 intézetének segítségével. 2015-ben a 34 801 fekvőbeteget kezeltek, továbbá 2667 egynapos beavatkozást végeztek és elláttak 49 327 ambuláns pácienst is.

## Részlegek
- Kardiológiai és intenzív terápiás klinika
- Gasztroenterológiai, hepatológiai és emésztőrendszeri tumorgyógyászati klinika*
- Endokrinológiai, diabetológiai és angiológiai klinika
- Reumatológiai és immunológiai klinika
- Pulmonológiai és légszószervi tumorgyógyászati klinika
- Neurológiai, klinikai neurofiziológiai és „stroke” klinika
- Orvosi rehabilitáció és fizikális medicina klinikája
- Általános, hasi, ér- és mellkassebészeti klinika
- Neuropszichológiai klinika
- Idegsebészeti klinika
- Plasztikai, helyreállító, kéz- és égéssebészeti klinika
- Ortopédiai, baleseti sebészeti és sportorvosi klinika (központ)
- Urológiai klinika
- Aneszteziológiai, sebészeti intenzív terápiás és fájdalomterápiás klinika
- Szívsebészeti klinika
- Diagnosztikus és megelőző radiológia valamint nukleáris medicina intézete
- Pathológiai intézet
- Klinikai kémia intézete
- Orvosi Mikrobiológia, Immunológia és kórház-higiénia intézete
- Intézeti gyógyszerészet

## Megközelítése
Az U4-es müncheni metróval Arabellapark megállóig, majd onnan gyalogosan.

## Képek

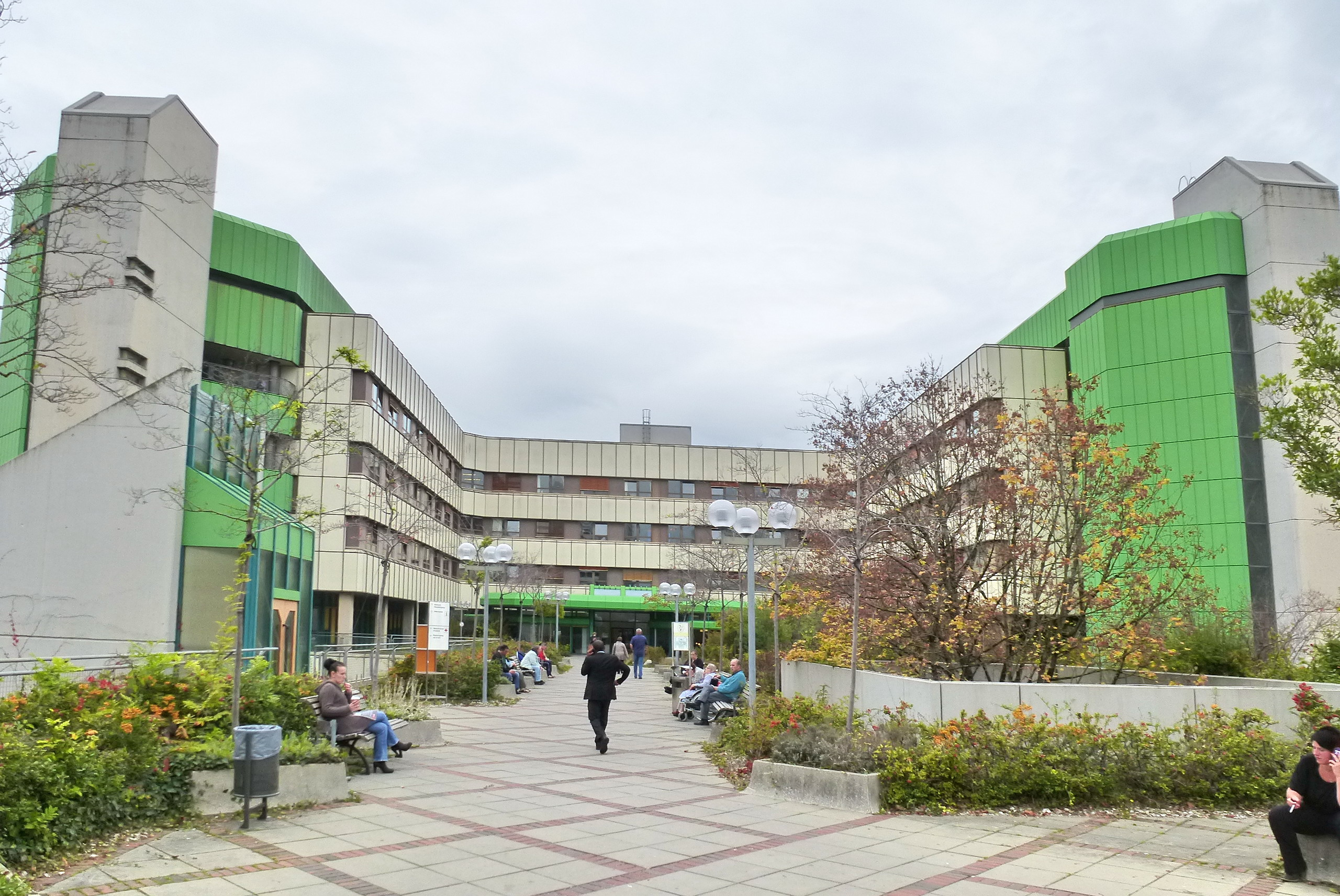
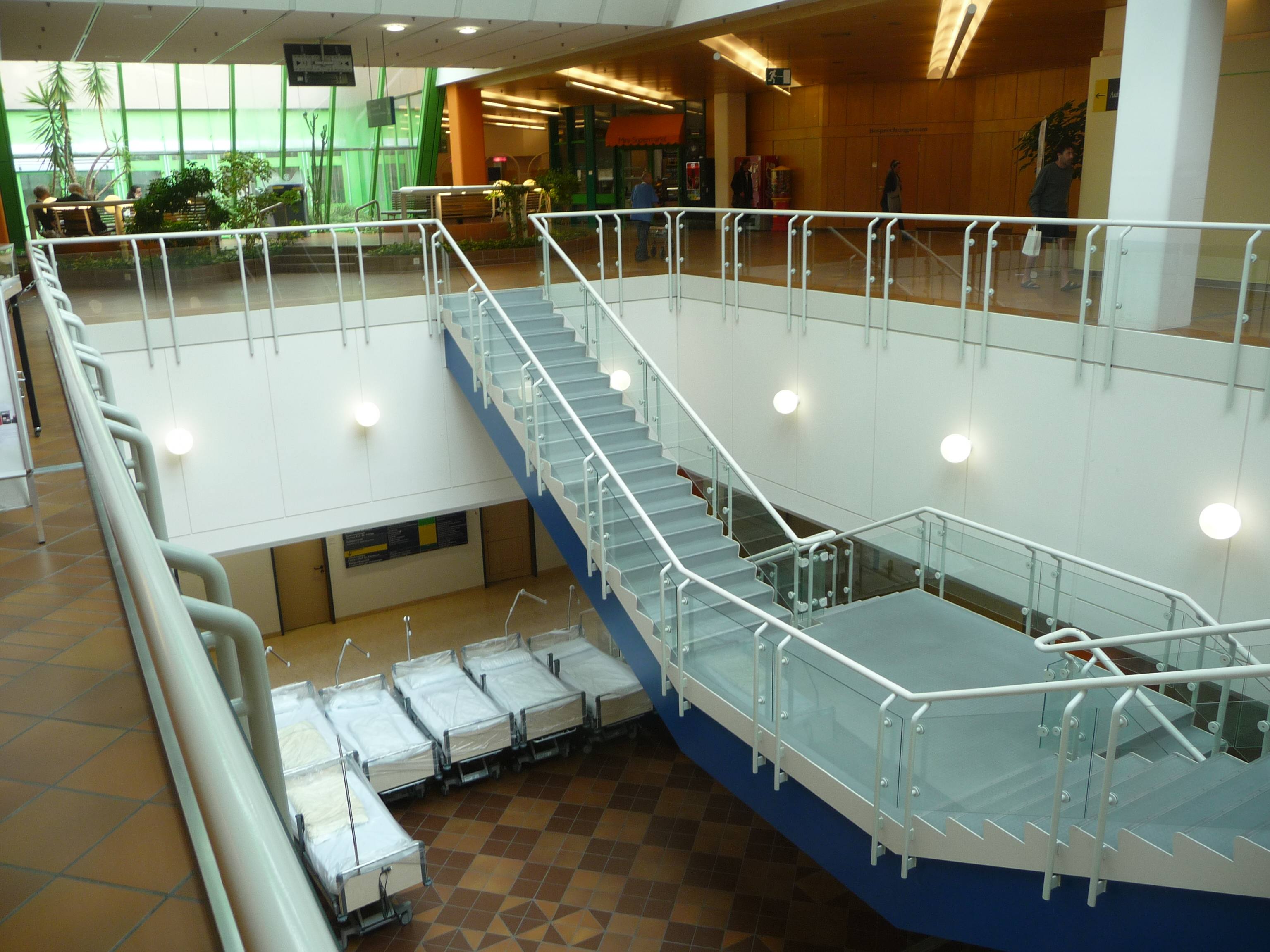

## Fordítás
Ez a szócikk részben vagy egészben  a   München Klinik Bogenhausen című német Wikipédia-szócikk fordításán alapul.  Az eredeti cikk szerkesztőit annak laptörténete sorolja fel. Ez a jelzés csupán a megfogalmazás eredetét és a szerzői jogokat jelzi, nem szolgál a cikkben szereplő információk forrásmegjelöléseként.